# Алханов, Руслан Шахаевич
Руслан Шахаевич Алханов (род. 27 апреля 1962, с. Центарой, Шалинский район, Чечено-Ингушская АССР, РСФСР, СССР) — российский государственный деятель. Заместитель начальника Главного управления по противодействию экстремизму МВД России с 6 сентября 2023 года. Генерал-полковник полиции (2022), Кандидат юридических наук (2008), Герой Луганской Народной Республики (2022) и Герой Чеченской Республики (2023).
Министр внутренних дел по Чеченской Республике с 27 декабря 2004 года по 6 сентября 2023 года (и. о. июнь — 27 декабря 2004 года)

## Биография
Родился 27 апреля 1962 года в селе Центарой Шалинского района (ныне село Ахмат-Юрт Курчалоевского района) Чечено-Ингушской АССР.
В 1980—1982 годах проходил срочную службу в рядах Вооружённых сил СССР.

### Образование
В 1990 году окончил географический факультет Чечено-Ингушский государственный университет имени Л. Н. Толстого по специальности «преподаватель географии».
В 2004 году окончил Махачкалинский институт финансов и права.
В 2007 году окончил с отличием Академию управления МВД России.
В 2008 году в Академии управления МВД России защитил диссертацию на соискание учёной степени кандидата юридических наук. Тема диссертации: «Правовые и организационные основы функционирования МВД по Чеченской Республике в системе обеспечения безопасности Северо-Кавказского региона».

### Трудовая деятельность
В 1991 году поступил на службу в органы внутренних дел Чечни. Первая должность: милиционер-боец ОМОН при МВД Чеченской Республики.
С 1993 по 1995 год — милиционер управления безопасности на транспорте отдела внутренних дел Ленинского района Грозного.
С 1995 по 1997 год — в линейном пункте милиции Гудермесского линейного отдела внутренних дел Северо-Кавказского УВД на транспорте.
С декабря 1999 года возглавлял охрану муфтия Чеченской Республики Ахмата Кадырова. Позже Рамзан Кадыров говорил, что тогда он, Алханов, и ещё несколько «самых близких» людей» поклялись на Коране, что «будут всю жизнь вместе».
С 2000 по 2003 год — проходит службу в должности командира отдельной роты при УВД МВД РФ по Чеченской Республике по обеспечению безопасности высших должностных лиц и охраны объектов, органов государственной власти Чеченской Республике.
С мая 2003 по июнь 2004 года — командир чеченского ОМОНа.
9 мая 2004 года присутствовал на грозненском стадионе «Динамо», когда был убит президент Чечни Ахмат Кадыров. В момент взрыва заложенной под креслом Кадырова бомбы, находился рядом с Кадыровым и был ранен.
С июня 2004 года исполнял обязанности министра, с 27 декабря 2004 по 6 сентября 2023 года министр внутренних дел по Чеченской Республике.
С 6 сентября 2023 года — заместитель начальника Главного управления по противодействию экстремизму МВД России
Неоднократно негативно отзывался и обещал покарать одного из лидеров террористов Доку Умарова.

## Санкции
7 декабря 2022 года, на фоне вторжения России на Украину, включён в санкционный список Канады «близких соратников режима» за грубые и систематические нарушения прав человека в отношении российских граждан, «протестующих против незаконного вторжения российского режима в Украину и антидемократической политики».

## Семья
Женат. Супруга — Тамара Борисовна. В семье 3 сыновей, 4 дочери, 8 внуков.
- Сын Артур — начальник ОВД Аргуна.
- Сын Бислан — начальник ОМВД по Грозненскому району Чеченской Республики[10].
- Сын Адам — министр Здравоохранения Чеченской Республики

## Звания
- Майор милиции (июнь 2004)
- Подполковник милиции (декабрь 2004)
- Полковник милиции (июль 2005)
- Генерал-майор милиции (2006)
- Генерал-лейтенант полиции (24 марта 2011)[11][12]
- Генерал-полковник полиции (27 мая 2022)[13][14]

## Награды

### Государственные награды
- Три ордена Мужества (август 2006, 4 марта 2015)[15]
- Орден Почёта (2020)[16]
- Медаль ордена «За заслуги перед Отечеством» I и II степеней (2004)
- Медаль Жукова
- Медаль «За отличие в охране общественного порядка» (июль 2002)
- Медаль «В память 300-летия Санкт-Петербурга» (2003)
- Благодарность Президента Российской Федерации
- Герой Луганской Народной Республики (Указ Главы ЛНР от 12 сентября 2022 года № УГ-841/22)[17]

### Ведомственные награды
- Медаль «За воинскую доблесть» (Минобороны) I и II степеней
- Медаль «За доблесть в службе» (МВД)
- Медаль «За укрепление международного полицейского сотрудничества»
- Медаль И. Д. Путилина (МВД)
- Медаль «За боевое содружество» (МВД)
- Медаль «За заслуги в управленческой деятельности» III степени (МВД)
- Медаль «За безупречную службу в МВД»
- Медаль «За заслуги в службе в особых условиях»
- Медаль МВД России «За отличие в службе» I, II и III степеней
- Медаль «200 лет МВД России»
- Нагрудный знак МВД России «Почётный сотрудник МВД»
- Именной пистолет Ярыгина от министра внутренних дел Российской Федерации Рашида Нургалиева

### Награды Чеченской Республики
- Орден имени Ахмата Кадырова
- Герой Чеченской Республики (16 апреля 2023) — за выдающиеся заслуги перед Чеченской Республикой и её народом, мужество, героизм и самоотверженность, проявленные при защите интересов Отечества[18]
- Медаль «100 лет образования Чеченской Республики» (1 сентября 2022) — за значительный вклад в развитие Чеченской Республики, безупречную работу, высокий профессионализм, проявленный при исполнении должностных обязанностей, и в связи с 100-летием Чеченской Республики
- Медаль «Памяти Ахмат—Хаджи Кадырова, первого Президента Чеченской Республики» (30 декабря 2017) — за исключительные заслуги перед Чеченской Республикой, деятельность, получившую общественное признание
- Почётный гражданин Чеченской Республики (18 августа 2004)[19]
- Почётный гражданин Грозного (29 апреля 2013)[20]
- Медаль «Защитнику Чеченской Республики»